# Abarbarée (Troade)
Pour les articles homonymes, voir Abarbarée.
Dans la mythologie grecque, Abarbarée (en grec ancien Ἀβαρβαρέη / Abarbaréê) est une naïade, femme de Bucolion et mère d'Aisépos (it) et de Pédasos (es).

## Étymologie
Le nom Ἀβαρβαρέη / Abarbaréê est rapproché par Wilhelm Heinrich Roscher au terme « βόρϐορος / bórboros » (« fange », « bourbier »).

## Mythe
Abarbarée est une naïade,. Elle s'unit à Bucolion, fils du roi de Troie Laomédon, et donne naissance aux jumeaux Aisépos (it) et Pédasos (es),, tués pendant la guerre de Troie par le héros Euryale.

« Et Euryalos […] se jeta sur Aisèpos et Pèdasos, que la nymphe naïade Abarbaréè avait conçus autrefois de l’irréprochable Boukoliôn. Et Boukoliôn était fils du noble Laomédôn […] En paissant ses brebis, il s’était uni à la nymphe sur une même couche ; et, enceinte, elle avait enfanté deux fils jumeaux […] »

— Homère, Iliade [détail des éditions] [lire en ligne], VI.

### Sources antiques
- Hésychios d'Alexandrie, Lexique [(grc) lire en ligne], s.v. Ἀβαρβαρέη.
- Homère, Iliade [détail des éditions] [lire en ligne], VI, 22.
- Nonnos de Panopolis, Dionysiaques [détail des éditions] [lire en ligne], XV, 377.